# Рафаель Конф'ян
Рафаель Конф'ян (фр. Raphaël Confiant; нар. 25 січня 1951, Лоррен, Мартиніка) — французький письменник з острова Мартиніка.

## Біографія
Рафаель Конф'ян народився 25 січня 1951 року в Лоррені, Мартиніка.
Серед предків письменника були афроамериканці і вихідці з Китаю, а кілька поколінь займалися виготовленням рому. Батько і мати працювали викладачами.
Закінчив Інститут політичних досліджень (Екс-ан-Прованс) за спеціальностями «Міжнародні відносини» та «Англійська філологія», після чого продовжив навчання в Руанському університеті, незабаром отримав докторський ступінь з лінгвістики в Університеті Антильських островів і Гвіани.
У 1970-ті роки разом з Жаном Бернабе і Патріком Шамуазо став ініціатором креольського руху. Дебютував як поет, що пише креольською мовою. Учасник демократичного руху за суверенітет Мартиніки. Поряд з літературною творчістю і працями з лексикографії виступає як активний публіцист.
У квітні 2013 року був призначений на посаду декана факультету філології та гуманітарних наук Університету Антильських островів і Гвіани.

## Твори

### Креольською мовою
- Jou Baré, вірші, 1977
- Jik dèyè do Bondyé, новели, 1979
- Bitako-a, роман, 1985
- Kòd Yanm, roman, 1986
- Marisosé, roman, 1987
- Dictionnaires des titim et sirandanes, 1998
- Jik dèyè do Bondyé, 1998
- Le Galion, 2000
- Словник креольских неологізмів / Dictionnaire des néologismes créoles, 2001
- Мартиніксько-французький словник / Dictionnaire créole martiniquais-français, 2007
- Moun-Andéwò a, 2012

### Французькою мовою
- Негр і Адмірал / Le Nègre et l'Amiral, роман, 1988
- Хвала креольському духові / Eloge de la créolité, есе-маніфест, 1989 (у співавторстві з Жаном Бернабе і Патріком Шамуазо)
- Вода для кави / Eau de café, роман 1991, премія Листопад
- Креольська словесність / Lettres créoles: tracées antillaises et continentales de la littérature (1635—1975), есе, 1991
- Ravines du devant-jour, récit, 1993, Prix Casa de las Americas
- Aimé Césaire, une traversée paradoxale du siècle, есе, 1993
- Un voleur dans le village, récits, traduit de l'original anglais (Jamaïque) de James Berry, 1993
- L'Allée des Soupirs, roman, 1994
- Commandeur du sucre, récit, 1994
- Bassin des ouragans, récit, 1994
- Les Maîtres de la parole créole, contes, 1995
- Contes créoles, contes, 1995
- La Savane des pétrifications, récit, 1995
- Креольські казки Америки / Contes créoles des Amériques, contes, 1995
- Le Gouverneur des dés, récit, 1995
- La Vierge du Grand Retour, roman, 1996
- Le Meurtre du Samedi-Gloria, roman, 1997
- La baignoire de Joséphine, récit, 1997
- Mamzelle Libellule, roman, 1997
- L'Archet du colonel, roman, 1998
- Aventures sur la plante Knos, récit, traduit de l'original anglais (Jamaïque) d'Evan Jones, 1998
- Régisseur du rhum, récit, 1999
- La Dernière Java de Mama Josépha, récit, 1999
- Le Cahier de Romance, récit, 2000
- Le Galion, Canne, douleur séculaire, ô tendresse!, Album, en collaboration avec David Damoison 2000
- Brin d'amour, roman, 2001
- Nuée ardente, récit, 2002
- Le Barbare enchanté, récit, 2003
- La Panse du chacal, roman 2004
- Adèle et la Pacotilleuse, roman 2005
- Тропічна трилогія / Trilogie tropicale, roman, 2006
- Nègre marron, roman, 2006
- Chronique d'un empoisonnement annoncé, (Collectif), 2007
- Chlordécone 12 mesures pour sortir de la crise, (Collectif), 2007
- Case à Chine, roman, 2007
- Les Ténèbres extérieures, roman, 2008
- Black is Black, roman, 2008
- Le Chien fou et le Fromager, roman, 2008
- L'Hôtel du Bon Plaisir, roman, 2009
- La Jarre d'or, roman, 2010
- L'Emerveillable Chute de Louis Augustin et autres nouvelles 2010
- Citoyens au-dessus de tout soupçon, детективний роман, 2010
- Du rififi chez les fils de la veuve, детективний роман, 2012
- Rue des Syriens, roman, 2012
- Les Saint-Aubert, L'en-allée du siècle 1900—1920, roman, 2012

## Визнання
- Премія Листопад (1991)
- Премія Casa de Las Americas (Куба, 1993).
- Премія Shibusawa-Claudel (Японія).
- Премія континентальної і острівної Америки (Гваделупа, 2004).
- Премія Агентства з розвитку (Франція, 2010)
- Інша нагороди.